# Linköpings brand 1700
Linköpings brand 1700, var en brand i Linköping, Östergötlands län som förstörde mer än halva staden.

## Historia
Den 29 januari 1700 drabbades staden av en omfattande eldsvåda som förstörde praktiskt taget all bebyggelse. Vissa stenbyggnader, slottet och domkyrkan klarade sig. Natten mellan 29 och 30 januari 1700 kom tullnären Anders Leenström till sin gård vid torget där nu Centralpalatset är beläget. Han hade tidigare varit på besök hos landssekreteraren Leffler. På Leenströms gårdsstall befann sig drängen Sven Nilsson. Nilsson hade ställt ifrån sig sin lykta på golvet och lämnade den utan uppsikt under en kort stund. När han senare kom tillbaka hade halmen fattat eld och lågorna slog ända upp till taket. En av hästarna hade sparkat till lyktan. Nilsson förstod att han inte själv kunde släcka branden och för att få ett alibi sprang han upp till sin kamrat i drängkammaren och lade sig i sängen. Hans matmor vaknade av lukten och larmade folket i huset. Elden spred sig med snabb fart på grund av den rådande stormen till de intilliggande gårdarna. Branden fortsatte mot Sankt Lars kyrka och Stångebro. Kyrkan klarade sig tack vare sina murar och endast räckena på bron brann upp. Gnistorna från elden spred sig till och med över Stångån till en stampkvarn på östra stranden som tillhörde stadens sämskmakare.
Landshövdingen Lars Eldstierna sände 31 januari 1701 en rapport till kungen om stadens situation, allt som allt var det 136 gårdar, 19 ladugårdar och 6 ladustånd som brann ned.

## Situationen efter branden
Efter branden var det många som sökte skydd hos släktingar och vänner på gårdar utanför staden. De övriga som stannade kvar bodde hos de kvarvarande husen i Linköping.
Magistratets första uppdrag efter branden var att skaffa sig en sammanträdeslokal. Det blev på Linköpings slott i justitierummet och deras första möte efter branden hölls den 13 februari 1701. Under mötet sammanfattade man sina önskemål som kom att lämnas den 18 februari till landshövdingen, Lars Eldstierna. Det innehöll följande önskemål: 
- Att hovrätten bör få klarlägga skulden i olyckan.
- Att borgarna i staden skulle få frihet från kronoutskulder och skatterestantier.
- Att man skulle få bygghjälp genom kollet.
- Ett anslag till magistratens underhåll.

## Domen mot Sven Nilsson
Den 5 oktober 1700 tog hovrätten beslut att en kommission ledd av häradshövdingen Johan Adlerclo som ordförande. Den 20 december samma år var kommissionen klar och drängen Sven Nilsson förklarades skyldig och dömdes till döden. Fastställde domen gjordes av hovrätten som senare omprövade domen och fick sitt utslag den 22 mars 1701. Den nya domen löd på följande, att han dömdes till att kåkstrykas av bödeln två gånger och efter det sändas till livstids straffarbete på Karlstens fästning i Marstrand. Nilsson avled innan han åkte till Marstrand, nämligen 14 april 1701 i fängelset i Linköping. Man vet ej vad han dog av.

## Uppbyggnaden av staden
Kungen svarade 2 maj, att lantmätarna i Östergötlands län skulle upprita tre stycken kartor. En om stadens utseende före branden och de andra två hur man lämpligt sätt skulle bygga upp staden på nytt, så att inte elden skulle kunna göra skada igen.